# Buhara
Buhara (uzbečki: Buxoro, tadžički: Бухоро, perzijski: بُخارا, iz sogdijskog: βuxārak, što znači "sretna palača") je glavni grad istoimene provincije (vilajeta) u Uzbekistanu. On je peti grad po veličini u Uzbekistanu, s oko 267.000 stanovnika (2010.). 
Buhara je dugo bila dio Perzijskog Carstva i jedno od važnih središta perzijske kulture i umjetnosti. Grad je bio jedan od najvećih na Putu svile i dugi niz godina je bio središte trgovine, kulture i religije. Jedno je vrijeme bio i intelektualno središte islamskog svijeta. Njegovo povijesno središte sadrži brojne džamije, medrese i mauzoleje, zbog čega je upisano na UNESCO-ov popis mjesta svjetske baštine u Aziji i Oceaniji 1993. godine. Tadžici (Perzijanci) predstavljaju većinu u gradu, ali u njemu žive i manje zajednice Židova i drugih naroda.

## Povijest
Područje oko grada je naseljeno najmanje pet tisuća godina, i oko 3000. pr. Kr. u gradovima-državama doline Zaravšan je cvala tzv. Sapali kultura brončanog doba. No, oko 1500. pr. Kr. različiti faktori, kao što su promjena klime, tehnologija kovanja i dolazak Arijevaca izazvali seobu stanovništva prema Buhari. Sapali i Arijevci su živjeli zajedno na obali jezera, a do oko 1000. pr. Kr. obje grupe su se stopile u jedinstvenu kulturu. Perzijski Sogdijani su naselili ovo područje, te je nekoliko stoljeća kasnije perzijski postao glavni jezik. Jezero je vremenom nestajalo i na njegovom mjestu su nastala tri utvrđena naselja koja su se oko 500. pr. Kr. spojila u grad Buharu. 

### Perzijsko doba
Buhara je u 5. stoljeću pr. Kr. bila vazalna država Perzijskog Carstva, a kada ju je osvojio Aleksandar Makedonski postaje dio helenističkog Seleukidskog Carstva, te Grčko-Baktrijskog Kraljevstva, i na kraju Kušanskog Carstva. Buhara je bila kultni centar obožavanja Anahite s odgovarajućim hramovima. Jednom mjesečno stanovništvo bi zamijenjivalo stare idole novima, a te svečanosti plodnosti su se odvijale ispred hramova, zajedno s trgovinom. Buhara je tako postala trgovačko središte na putu svile. Trgovina svilom dovela je do velikog prosperiteta i rasta grada, što se završilo oko 350. pr. Kr. Nakon pada Kušanskog carstva Buharu su preuzela Hua plemena iz Mongolije i Buhara počela lagano da nazaduje. U Buhari se nalazi i dosta Židova, koji su došli u to vrijeme. 
Prije arapskih invazija Buhara je bila uporište zurvanita, ali i još dva proganjana vjerska pokreta unutar Sasanidskog Carstva, manihejstvo i kaldejska sirijska crkva. Kad je oko 650. godine islamska vojska došla do Buhare, našli su višenacionalnu, multireligijsku decentraliziranu skupinu malih kneževina. Zbog nedostatka centralne vlasti Arapi su lako pobijedili, ali nisu lako mogli održavati teritorij. No, nakon bitke kod Talasa (751.) islam je postao dominantna religija, što je i ostao do danas.

### Islamsko doba
Buhara je 850. godine postala prijestolnica perzijskog Samanidskog carstva, a za vrijeme njihova zlatnog doba, Buhara je postala intelektualni centar islamskog svijeta. Najstaknutiji islamski učenjak, Imam al-Buhari, je rođen u Buhari. Buhara je bila i centar sufizma, a posebno Nakšbandijevog reda. Samanide su 999. godine svrgli karakanidski Ujguri. Kasnije je Buhara postala dijelom kraljevstva Horasan, što je razjarilo Mongole. Džingis-kan je 1220. godine potpuno opustošio grad. Buhara se sporo oporavljala, i postala je dio Čagatajskog Kanata, potom Timuridskog Carstva, pa Buharskog Kanata i na kraju Buharskog Emirata. Tijekom tog razdoblja grad je bio glavna trgovačka postaja za cijelu središnju Aziju. God. 1848 grad je imao oko 38 karavan-saraja, šest trgovačkih centara, 16 javnih kupelji, i 45 tržnica. Buhara je ujedno bila i najveći centar za muslimansku teologiju na Bliskom istoku, s više od dvije stotine džamija i više od stotinu medresa. 

### Suvremeno doba
Buhara je postala dio Ruskog Carstva i zalog u igri između Rusije i Velike Britanije. Transkaspijska železnica je izgrađena kroz Buharu krajem 19. stoljeća i Buhara je prijepojena Ruskom Carstvu 1868. god. God. 1920., Buhara je postala sovjetski protektorat i posljednji emir Buhare je bio Muhamed Alim Kan (1880. – 1944.). Nakon stvaranja Sovjetskog Saveza Tadžici su tražili nezavisnost, i Buhara je kratko vrijeme bila neovisna kao SSR Buhara (1920. – 24.). Poslije su Rusi podržali Uzbeke, pa su tradicionalno i lingvistički iranski gradovi, kao što su Samarkand i Buhara, postali dio Sovjetske Socijalističke Republike Uzbekistana.

## Znamenitosti
Citadela Ark ("Bijela") je masivna građevina u središtu Buhare za koju se vjeruje da je nastala u 5. stoljeću, a služila je kao vojna utvrda i kraljevska rezidencija sve do ruskog osvajanja 1920-ih. Danas je gradski muzej.
Panorama islamske Bukhare je predstavljena zgradama iz svake faze povijesti grada. Najstariji spomenici su iz 10. stoljeća, kao što su Magoki džamija i Mauzolej Česma Ajuba, što znači "Jobov izvor", je izgrađen na mjestu ljekovitog izvora koji je još uvijek tu) a za koji se vjerovalo da je potakao na udarac Jobovog štapa. Ismail-Samani mauzolej ili Samanidov mauzolej je jedna od najistaknutijih građevina srednjoazijske arhitekture. Izgrađen je između 892. i 943. godine i predstavlja mauzolej Ismaila Samanija, osnivača Samanidske dinastije. Arhitekti su nastavili koristiti drevnu tradiciju gradnje opekom, ali mnogo kvalitetnije. Detalji na opekama pokazuju i pred-islamske utjecaje. 
Timuridsko razdoblje predstavljeno samo Ulugbekovom medresom. Pravi značaj Buhare ne leži u njezinim pojedinim zgradama, nego u općoj razini urbanizma i arhitekture, koja je nastala sa Šeibanidskom dinastijom (Poi-Kaljan skupina, Ljabi-Khauz ansambl, Koš medresa i Gaukušon medresa). Poi Kaljan kompleks (perzijski: پای کلان, što znači "Veliki temelji") čine:
- Kaljan minaret (Minârai Kaljân, što znači "Veliki minaret") visok je 45,6 metara, a toranj mu u dnu ima promjer od 9, a pri vrhu 6 metara. Poznat je i kao "Toranj smrti" jer su stoljećima kriminalci bivali poguljeni tako što su bacani s vrha tornja.
- Kaljan džamija (Mesdžidi Kaljan) završena je 1514. godine, a veličinom odgovara džamiji Bibi-Hanum u Samarkandu, ali su potpuno različite u dekoracijama.
- Miri Arab medresa je najvjerojatnije djelo Šeika Abdulaha Jamanija iz Jemena koji je bio zadužen za donacije Ubajdulah Kana (1533. – 39.).

Malo kasnije su podignute medrese na važnim raskršćima, kao što su Taki Sarafon (Kupola mjenjača novca), Taki-Tilpak-Furušan (Kupola vodećih prodavača), Tim-Bazzazan, te vladarske medrese: medresa Abdullah Kana (1556. – 1598.) nasuprot medrese Madari Kana (1566. – 1567.), medresa Kukeldač (1568. – 1569.), medresa Kana Abdulaziza (1588. – 1590.), medresa Kana Abdulaha (1589. – 1590.) i medresa Nadir Divan-Bega (1622. – 1623.). Među fine zgrade, podignute u kaotičnom početku 17. stoljeća, pripadaju i velika nova džamija Magoki Kurns (1637.) i impozantna Abdulahkanova medresa.
- Zidine utvrde Ark (5. st.)
- Mauzolej Česma Ajuba (10. st.)
- Mauzolej Čor Minor ("Četiri minareta")
- Trgovačke kupole Taki Zargaron (16. st.)
- Posljednji emir Buhare 1911. god.

## Gradovi prijatelji
| Buhara je zbratimljena s najvažnijim gradovima Velikog Horasana: - Balh, Afganistan - Dušanbe, Tadžikistan - Hudžand, Tadžikistan - Merv, Turkmenistan - Nišapur, Iran - Samarkand, Uzbekistan | Ostali bratski gradovi: - Bonn, Njemačka - Córdoba, Španjolska - Lahore, Pakistan - Malaya, Turska - Rueil-Malmaison, Francuska - Santa Fe, SAD - Zapadni Kanpur, Indija |

## Vanjske poveznice
- Audio intervju sa stanovnikom Buhare o životu u gradu (engl.)
- Bernhard Peter: Bukhara – eseji i fotogalerije arhitektura i povijest arhitekture starog grada (njem.)
- Stranice muzeja u Buhari (rus.)